# Anolis orcesi
Anolis orcesi är en ödleart som beskrevs av  James D. Lazell, Jr. 1969. Anolis orcesi ingår i släktet anolisar, och familjen Polychrotidae. Inga underarter finns listade i Catalogue of Life.